# فغر المعدة

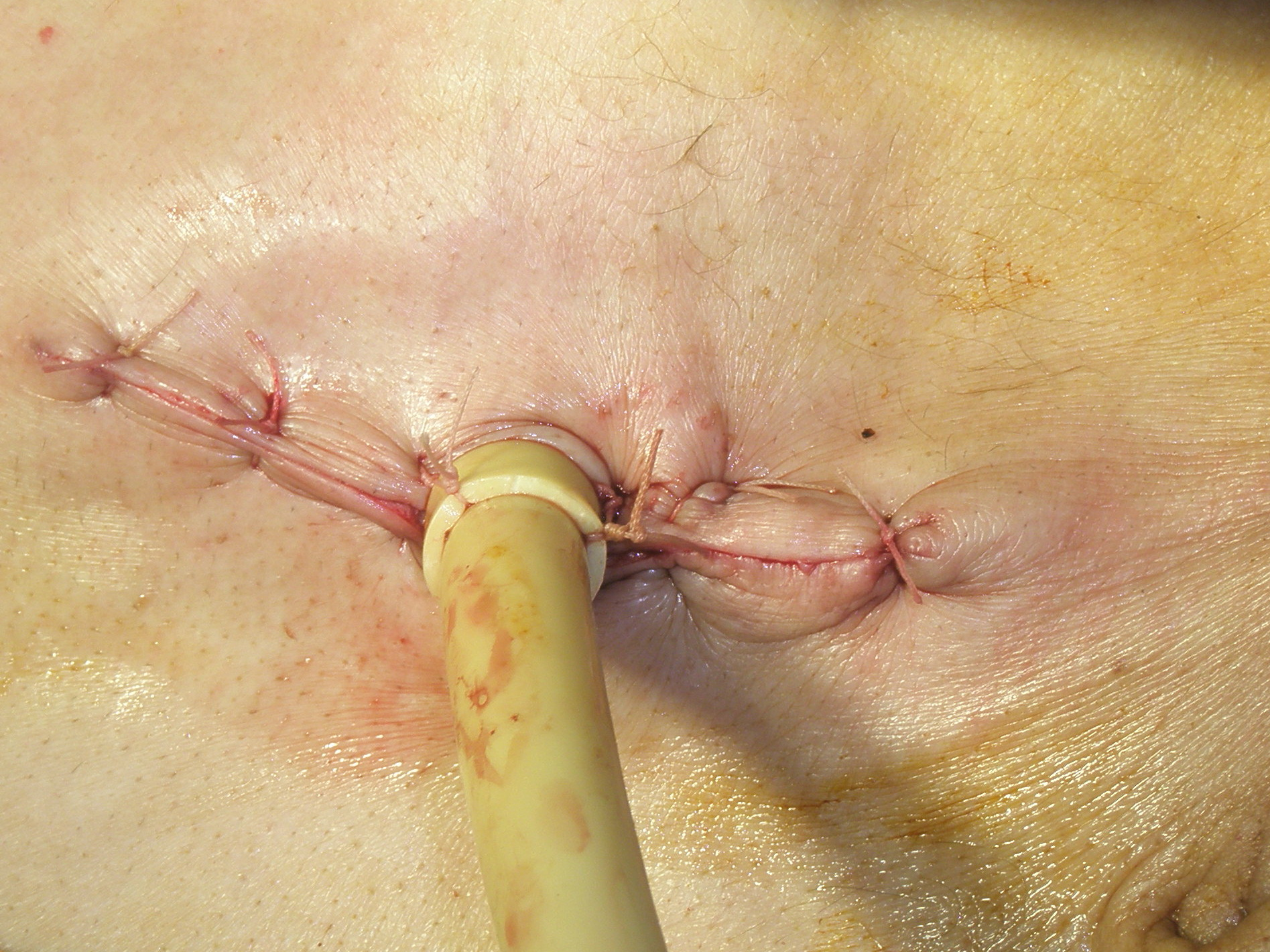
تفميم المعدة

تفميم المعدة، (من اللغة الإغريقية: γαστήρ - المعدة و στóμα - فتحة، معبر)، (بالإنجليزية: Gastrostomy)‏، هي عملية جراحية، تتلخص في إنشاء معبر للطعام في المعدة لإطعام المريض عند عدم قدرته من تناول الطعام عن طريق الفم.
تعتبر من أكثر الطرق انتشاراً عند حدوث عدم عبور للطعام عبر المريء. اعتماداً على الحالة المرضية (ورم، انكماش ندبي.. الخ).

## وصلات خارجية
- Gastrostomy, Permanent and Temporary